# 熊本交響楽団
熊本交響楽団(くまもとこうきょうがくだん)は、熊本市を拠点に活動するアマチュア・オーケストラ。

## 活動
- 熊本県立劇場を拠点に、定期演奏会を年2回開催している。

## 歴史
- 1965年11月　結成
- 1966年5月6日　熊本県立図書館ホール（現熊本県立美術館別館）で第1回熊響定期演奏会を開催
- 1966年11月30日　第2回熊響定期演奏会を開催
- 1997年　アメリカ演奏訪問
- 2002年　ドイツ・ハンガリー演奏訪問

## 受賞歴
- 熊本県文化懇話会新人賞（1974年）
- 文化庁地域文化功労者表彰（1984年）
- くまもと県民文化賞（1990年）
- 熊本県芸術文化祭奨励賞、第9回公徳賞（2011年）